# 通用移动通讯系统
通用移动通讯系统（缩写：UMTS）是当前最广泛采用的一种第三代（3G）移动电话技术。它的无线接口使用W-CDMA技术，由3GPP制定，代表欧洲对ITU IMT-2000关于3G蜂窝无线系统需求的回应。
UMTS有时也叫3GSM，强调结合了3G技术而且是GSM标准的后续标准。UMTS封包交換系統是由GPRS系統所演進而來，故系統的架構頗為相像。

UMTS 網路架構

## 特性
1997年7月，ETSI將UMTS TRA（Terrestrial Radio Access）的备选歸納為：W-CDMA、TDMA／CDMA、OFDMA、ODMA類。1998年1月，ETSI用W-CDMA技术作为UTRA（UMTS Terrestrial Radio Access）的无线接口技术。UMTS支持1920kbps的传输速率，然而在现实高负载系统中典型的最高速率大约只有384Kbps。即使这样数据传输速率已经高出GSM纠错数据信道14.4kbps或者多个14.4 kbps组成的HSCSD信道，真正能够实现价格可接受的移动WWW访问和MMS。

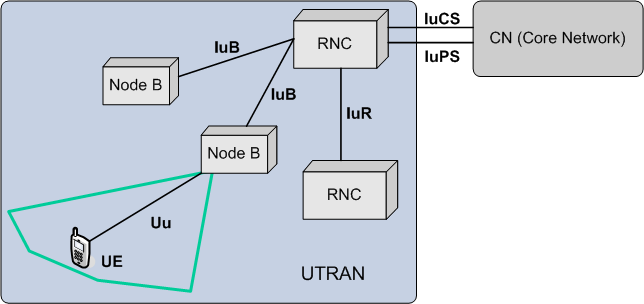
Releases99时的UTRAN 架構

UMTS实现的前提是现在广泛使用GSM移动电话系统，属于3G技术。还有一个叫做GPRS的从2G演进的途径。（可以看作2.5G）GPRS支持更好的数据速率（理论上最大可以到140.8kbps，实际上能实现接近56Kbps），数据封装优于面向连接。GPRS已经在很多GSM网络部署。
今天的UMTS网络未来可能升级成HSDPA，有时也叫3.5G。 它可以实现下行链路大于10Mbps的传输速度。
UMTS在市场运作上强调移动視訊电话会议实现的可能性，尽管实际上这项很有潜力的服务还有很多没有经过测试验证。
UMTS其它可能的应用还有音乐下载和视频电话。
- 無線通訊占用5M Hz頻寬
- 码率是3.84M Chips
- 支持的复用模式：FDD、TDD
- 高速传输以支持多媒体业务
- 室内环境至少2Mbit/s
- 室外步行环境至少384Kbit/s
- 室外车辆环境至少144Kbit/s

## 技术

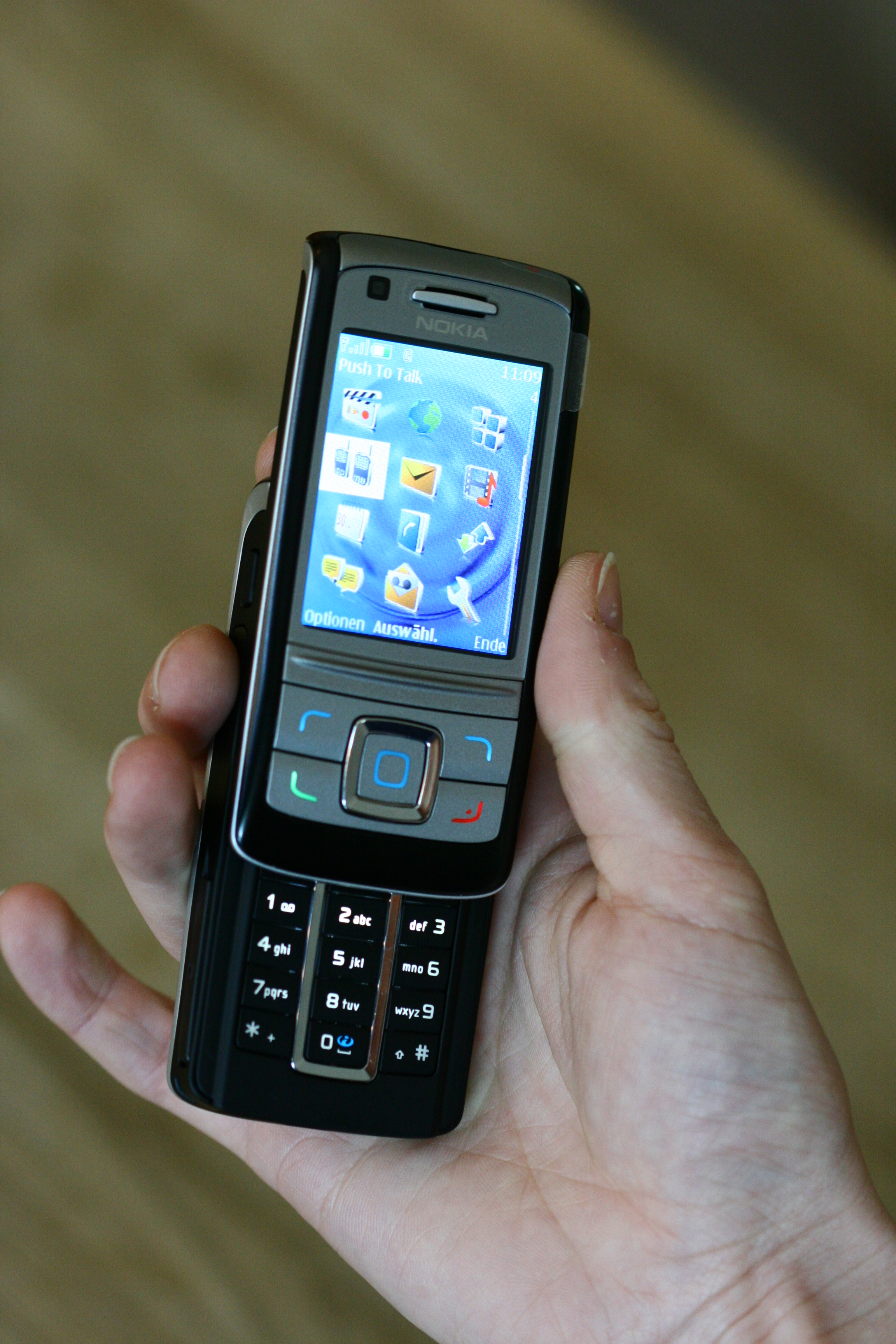
諾基亞推出的UMTS手機

注意：UMTS的许多技术特征是所有W-CDMA变种所共同具有的。以下仅讨论UMTS特有的一些技术特征，它们不适用于FOMA或其他W-CDMA变种。
简单来说，UMTS结合了W-CDMA的空中接口（移动电话和基站的空中通信协议）、GSM系统的移动应用核心部分（MAP，Mobile Application Part）（此协议提供从用户或者到用户的呼叫路由功能），以及GSM的语音编码算法例如自适应多速率（AMR）和加强全速率（EFR）（它们定义了将语音数字化、压缩、编码的方法）。换言之，W-CDMA（依照IMT-2000的定义）只是一个空中接口，而UMTS才是一个用于3G全球移动通讯的完整协议栈，可用来代替GSM。然而，实际上也经常将W-CDMA作为所有采用该空中接口的3G标准族的总称，包括UMTS，FOMA和J-Phone。
与其它W-CDMA变种一样，UMTS使用一对5 MHz信道，上行信道在1900 MHz附近，下行信道在2100 MHz附近。相比之下，CDMA2000则可在每个方向上使用一个或多个1.25 MHz信道，因此UMTS常因为它的高带宽需求而受到批评。
UMTS原先规定的频段为上行1885-2025 MHz，下行2110-2200 MHz。目前的频段分配可参见（页面存档备份，存于）。
对现有的GSM营運商有一个简单但比较昂贵的升级到UMTS的方案：大部分现有的基础设施可以维持原状，但是获得频段授权和在现有基站塔上完成UMTS覆盖的费用可能极其高昂。
UMTS与GSM的一个主要的差别是由无线接口等构成的通用无线接入网（GRAN），它能够联入不同的骨干网络，如英特网、ISDN、GSM或者UMTS网络。GRAN包含OSI模型的低三层（物理层、数据链路层、网络层）。
网络层（OSI 3）协议包括RRM协议（RRM），它负责管理移动设备与固定网络之间的承载信道，并完成切换功能。

## UMTS-FDD
UMTS-FDD、UTRA-FDD或稱宽频码分多址（英語：Wideband Code Division Multiple Access，常簡寫為W-CDMA或WCDMA）是一种3G蜂窝网络空中接口，使用的部分协议与2G GSM标准一致。具体一点来说，W-CDMA是一种利用码分多址复用（或者CDMA通用复用技术，不是指CDMA标准）方法的宽带扩频3G移动通信空中接口。
历史上，欧洲电信标准委员会（ETSI）在GSM之后就开始研究其3G标准，其中有几种备选方案是基于直接序列扩频分碼多工的，而日本的第三代研究也是使用宽带分碼多工技术的，其后以二者为主导进行融合，在3GPP组织中发展成了第三代移动通信系统UMTS(或稱UTRA)，并提交给国际电信联盟（ITU）。
国际电信联盟最终接受UMTS作为IMT-2000 3G标准的一部分。

### 误解
W-CDMA名字跟CDMA很相近，同时W-CDMA跟CDMA关系也很微妙。两者都基于码分多址技术，都使用了美国高通（Qualcomm）的部分专利技术。一般认为W-CDMA的提出是部分厂商为了绕开专利陷阱而开发的，其方案已经尽可能地避开高通专利。
在移动电话领域，术语CDMA指代属于第二代移动电话的几种相关技术，包括码分多址扩频复用技术，以及美国高通（Qualcomm）开发的包括cdmaOne（IS-95）和CDMA2000（IS-2000）的CDMA标准族。
在Qualcomm为IS-95协议使用它之前，CDMA复用技术已经存在了很长时间。然而，由于采用CDMA复用方法是IS-95协议区别于当时的GSM（采用TDMA）等其它协议的主要特徵，现在通常将该协议也称为CDMA。
W-CDMA属于第三代移动电话技术，它也使用CDMA的复用技术而且它跟Qualcomm的标准也很相似。但是W-CDMA不仅仅是复用标准。它是一个详细的定义移动电话怎样跟基站通讯，信号怎样调制，数据帧怎么构建等的完整的规范集。
W-CDMA可以使用非成对或者成对频段，虽然所有当前W-CDMA设备（例如FOMA and UMTS）使用两个5MHz频段，一个用于上行一个用于下行。更多信息请参看扩频。
- 术语CDMA在移动通讯领域通常特指Qualcomm开发的CDMA标准族。它们定义了一组移动通讯协议。
- CDMA作为复用技术，既用于W-CDMA空中接口协议，也用于Qualcomm的CDMA协议。
- W-CDMA专指在IMT-2000中定义的移动通讯空中接口协议。
- W-CDMA协议与Qualcomm开发的CDMA无关。
- CDMA标准族（cdmaOne和CDMA2000）不兼容UMTS标准族。

## UMTS-TDD
UMTS-TDD（Universal Mobile Telecommunications System - Time Division Duplexing）以UMTS 3G移動電話標準，使用TD-CDMA，TD-SCDMA，是美國德州San Bruno一家名为IPWireless的公司所提出。

### TD-CDMA
TD-CDMA是UMTS-TDD主要使用的空中介面（air interface），採用增量5MHz的頻譜，每切片分為10ms的帧，包含15时隙（1500每秒）。
TD-CDMA 是 IMT-2000 3G 的 air interface，歸納為 IMT-TD Time-Division，是由 3GPP UMTS定為 UTRA TDD-HCR.

#### 部署
UMTS-TDD已部署的公共和／或私人網絡在至少19個世界的各地國家，如澳大利亞、捷克共和國、法國、德國、日本、新西蘭、南非、英國，和美國。

#### 競爭的標準
各式各樣的互聯網接入服務系統的存在提供寬帶高速接入網絡。這些措施包括WiMAX技術和 HiperMAN 。UMTS-TDD的優點是能夠使用運營商的現有的UMTS/GSM基礎設施，如果它有一個，它包括的UMTS模式優化的電路交換應，例如，運營商希望提供電話服務。UMTS-TDD的表現也更加穩定。但是，UMTS-TDD的deployers往往監管問題，利用一些服務的UMTS兼容性提供。例如，UMTS-TDD的頻譜在英國不能用來提供電話服務，但監管機構OFCOM正在討論的可能性，從而使其在未來的某一時刻。少數經營者考慮的UMTS-TDD的已經現有的UMTS/GSM基礎設施。

### TD-SCDMA
时分-同步码分多址（英語：Time Division - Synchronous Code Division Multiple Access，缩写为：TD-SCDMA），融合后亦称UMTS TDD LCR，是ITU（国际电信联盟）批准的多个3G移动通信标准中的一个。相对于另两个主要3G标准（W-CDMA和CDMA2000），它的起步较晚而且产业链薄弱（2008年中国大陆发放3G牌照时的情况），发展过程较为曲折。
该标准是中国大陆地区制定的3G标准。1998年6月29日，中国大陆地区原邮电部电信科学技术研究院（现大唐电信科技股份有限公司）以信威通信的SCDMA技术为基础，向ITU提出了该标准，并且顺利通过成为IMT2000 3G系统的一个标准。在3GPP R99之后的版本，TD-SCDMA实现了与原西门子所研究的TD-CDMA的高层融合，结合SCDMA的智能天线、上行同步、和软件无线电（SDR, Software Defined Radio）等技术，成功克服了TD-CDMA技术不能用于宏蜂窝组网的缺陷，原因是通过GPS同步和特殊时隙，实现了全网同步解决了切换的问题，虽较TD-CDMA系统的特殊时隙配置固定化，却获得了宏网组网能力。

#### 技术特点
TD-SCDMA在频谱利用率、对业务支持具有灵活性、频率灵活性及成本等方面有独特优势。TD-SCDMA由于采用时分双工，上行和下行信道特性基本一致，因此，基站根据接收信号估计上行和下行信道特性比较容易。因此，TD-SCDMA使用智能天线技术有先天的优势，而智能天线技术的使用又引入了SDMA的优点，可以减少用户间干扰，从而提高频谱利用率。  TD-SCDMA还具有TDMA的优点，可以灵活设置上行和下行时隙的比例而调整上行和下行的数据速率的比例，特别适合因特网业务中上行数据少而下行数据多的场合。但是这种上行下行转换点的可变性给同频组网增加了一定的复杂性。TD-SCDMA是时分双工，不需要成对的频带。因此，和另外两种频分双工的3G标准相比，在频率资源的划分上更加灵活。 
一般认为，TD-SCDMA由于智能天线和同步CDMA技术的采用，可以大大简化系统的复杂性，适合采用软件无线电技术，因此，设备造价可望更低。
但是，由于时分双工体制自身的缺点，TD-SCDMA被认为在终端允许移动速度和小区覆盖半径等方面落后于频分双工体制。同时由于其相对其他3G系统的窄带宽，导致出现扰码短，并且扰码少，在网络侧基本通过扰码来识别小区成为了理论可能。现以仅仅只能通过9个频点来做小区的区分，每个载波仅1.6M带宽，导致空口速率远低于W-CDMA和CDMA2000。根据实际测试，中国移动部署的TD-SCDMA网在网络速度、稳定性方面较W-CDMA网和CDMA2000网为差。
目前中国移动有以下频段资源可用于TD-SCDMA网：
| 频率（MHZ） | 带宽 | TD-SCDMA频段名 | 以前用过的TD-SCDMA频段名 | LTE-TDD频段名 | 备注                                                                        |
| ----------- | ---- | -------------- | ------------------------ | ------------- | --------------------------------------------------------------------------- |
| 1880-1920   | 40   | F              | A                        | 39            | 1900-1920主要用于小灵通，小灵通退市后将被用于TD-LTE.                        |
| 2010-2025   | 15   | A              | B                        | 34            | 目前TD-SCDMA的主要频段，但有部分地区已开始频段复用（Refarming）用于TD-LTE . |
| 2320-2370   | 50   | E              | C                        | 属于40        | 之前计划用于TD-SCDMA，目前计划用于TD-LTE.                                   |

#### 关键技术
- 联合检测
- 智能天线
- 上行同步
- 软件无线电
- 无线资源管理

#### 網絡試驗和商用概况
2005年，第一个TD-SCDMA试验网依托重庆邮电大学无线通信研究所，在重庆进行第一次实际入网实验。
2006年，羅馬尼亞建成了TD-SCDMA試驗網。
2007年，韩国最大的移动通信运营商SK电讯在韩国首都首尔建成了TD-SCDMA试验网。同年，歐洲第二大電信運營商法國電信建成了TD-SCDMA試驗網。
2007年3月，中移动对8个城市建设TD－SCDMA商用网络进行招标，预计投资267亿元。
2007年10月，日本电信运营商IP Mobile原本計劃建設並運營TD-SCDMA網絡，但該公司最終受限於資金困境而破產。
2007年11月，重庆建成了全国第一个TD-SCDMA试验网。
2008年1月，中国移动在北京、上海、天津、沈阳、广州、深圳、厦门、秦皇岛市建成了TD-SCDMA试验网；中国电信集团公司在保定市建成了TD-SCDMA试验网；原中国网络通信集团公司（现中国联合网络通信集团有限公司）在山东青岛市建成了TD-SCDMA试验网。
2008年4月1日，中国移动在北京、上海、天津、沈阳、青岛、广州、深圳、厦门、秦皇岛和保定等10个城市启动TD-SCDMA社会化业务测试和试商用。截止2008年年末，在中国使用TD-SCDMA网络的3G手机用户已达到41.9万人。但是TD-SCDMA手机放号首日即出现诸多问题，如网络建设尚未完善、功能尚未全部开发等，因而不少手机用户仍然持观望态度。
2008年9月，中国普天信息产业集团公司为意大利的一家通信公司MYWAVE建设了TD-SCDMA试验网，该网络于9月12日建成并开通；从建设工程仅为11天推算，应为小型企业网。
2009年1月7日，中国政府正式向中国移动颁发了TD-SCDMA业务的经营许可，中国移动也已经开始在中国的28个直辖市、省会城市和计划单列市进行TD-SCDMA的二期网络建设，预计于2009年6月建成并投入商业化运营。该公司计划到2011年，TD-SCDMA网络能够覆盖中国大陆100%的地市。
2013年3月，中移动在财报中透露其在TD网络投资超过1800亿，终端补贴超过300亿。 
2016年初，中国移动某省关停TDS基站的计划方案在网络上曝出。
2019年3月，福州市无线电管理局发文，同意中国移动福州分公司注销其已停止使用的TD－SCDMA基站6535个的申请。

#### 政治支持
国务院，发改委，工信部等政府官员在产业论坛，国际会议等各种场合表达了政府对TD技术的支持愿望. TD技术也被列为863项目，发改委“十五”产业化项目等各种政府项目中.同时中国政府为了扶植TD，打压竞争标准，刻意推迟3G牌照发放. 2003年期间，中国政府警告TD相关设备商，运营商在公开场合谈论。 2004年，中国政府向TD联盟划拨7亿元专项资金. 2006年，中国政府出手制止运营商的WCDMA建设，要求运营商"积极建设"TD网.在多个政府工作报告中, TD（"第三代移动通信"）被认作重大自主创新项目. 2008年国务院同意发放3G牌照后，工信部立意对TD的产业化，应用进行"扶持".2009年2月多个部委发布了包括将TD产品纳入《政府采购自主创新产品目录》等“六大扶持政策”。 2005年，温家宝作出行政指示，督促政府发展TD。 2009年，温家宝在考察中兴通讯时将TD技术评价为"创新"，并认为其给"中国企业和中国人民""赢得了尊严".  2008年张德江表示"发展TD是国家意志"。2010年，张德江表示"要坚定不移地支持做大做强TD". 2011年张德江在肯定中移动的TD实践时，同时代表党中央，国务院对TD的进一步发展做出期望. 

## 3G外置调制解调器
使用一个3G路由器，PCMCIA卡或者USB卡，用户就可以享用3G波段的服务，而选择那一种类型的電腦（如桌上型電腦或PDA）是没有关系的。调制解调器自己带有软件，所以在短时间内上网对操作者来讲没有任何技术上的要求。
目前有很多手机经具备了3G的能力，和蓝牙2.0技术结合起来，用户可以使用带蓝牙的筆記型電腦与手机相连，再连接到网络。这个时候手机就可以看作是一个路由器，不过和笔记本之间是通过蓝牙协议而不是TCP/IP协议。

## 互操作性和全球漫游
在空中接口层，UMTS兼容GSM。尽管市场上现在的UMTS手机都是UMTS/GSM双模手机，但是他们都能在纯GSM的网络中很好的工作。如果一个UMTS用户漫游到没有UMTS覆盖的地方，他的手机会自动切换到GSM模式。如果用户在通话中漫游出了UMTS覆盖范围，那么电话将会切换到有GSM覆盖的区域去。普通GSM手机不能在UMTS网络使用。
沃达丰－日本（前身 J-Phone）有一个使用W-CDMA并兼容UMTS的3G网络。这使得UMTS成为真正的全球无线标准。当前的全球无线标准，GSM适用于除了日本和韩国以外多数国家。
NTT DoCoMo的3G网络，FOMA，同样使用W-CDMA。然而NTT DoCoMo拥有AT&T无线实验室18的股份原来还持有3UK20的股份。这些在国外的资本为未来的全球漫游解决方案提供一个测试平台。（到2004年12月）
所有UMTS/GSM双模电话都应当兼容现存GSM标准SIM卡。有时你可以在同一个运营商网络里使用SIM卡在UMTS网络漫游。
在美国，由于现存的对频率使用的限制只是运营商AT&T无线的网络只能在1900 MHz频段。 为美国市场设计的UMTS手机跟其他区域的有所区别，这也反映了当前美国的GSM手机和GSM网络使用不同与其他国家的状况。尽管联邦通讯委员会（FCC）已经决议允许附加2100 MHz频段给UMTS，但是大多数获得UMTS授权的运营商好像打算放弃承担保证实现全球漫游的责任。
尽管欧亚手机可以实现漫游，但是到2004年12月在美国实现与欧亚漫游可能性还不大。

## 频谱分配
超过120份许可证已经颁发给全世界的运营商（截至2004年），特别是基于GSM的无线访问技术W-CDMA。由于技术还在不断的完善中，所以政客过于仓促的卖出许可，成百上千亿美元的许可证费用流入公共预算。 仅仅在德国，许可证费用就高达508亿欧元。运营商被期望在2005年开始从这些许可盈利。
在北美ITU已经为UMTS分配了频段。1900 MHz范围应用于2G（PCS）服务，2100 MHz范围用于卫星通讯。尽管在北美UMTS将要不得不与现存2G服务共享1900 MHz频段，但是国际上正试图为3G服务分配2100 MHz频段。2G GSM服务因使用900 MHz和1800 MHz，因此不再共享任何UMTS服务的频段。
到为3G分配新的特定频段之前，北美还没有厂商回答UMTS使用那些频率。AT&T Wireless 2004年底已经确定在美国确定为UMTS服务启用了为2GPCS服务使用的1900 MHz频段。最初在加拿大展示的UMTS服务也使用1900 MHz频段。

## 實際運營情況

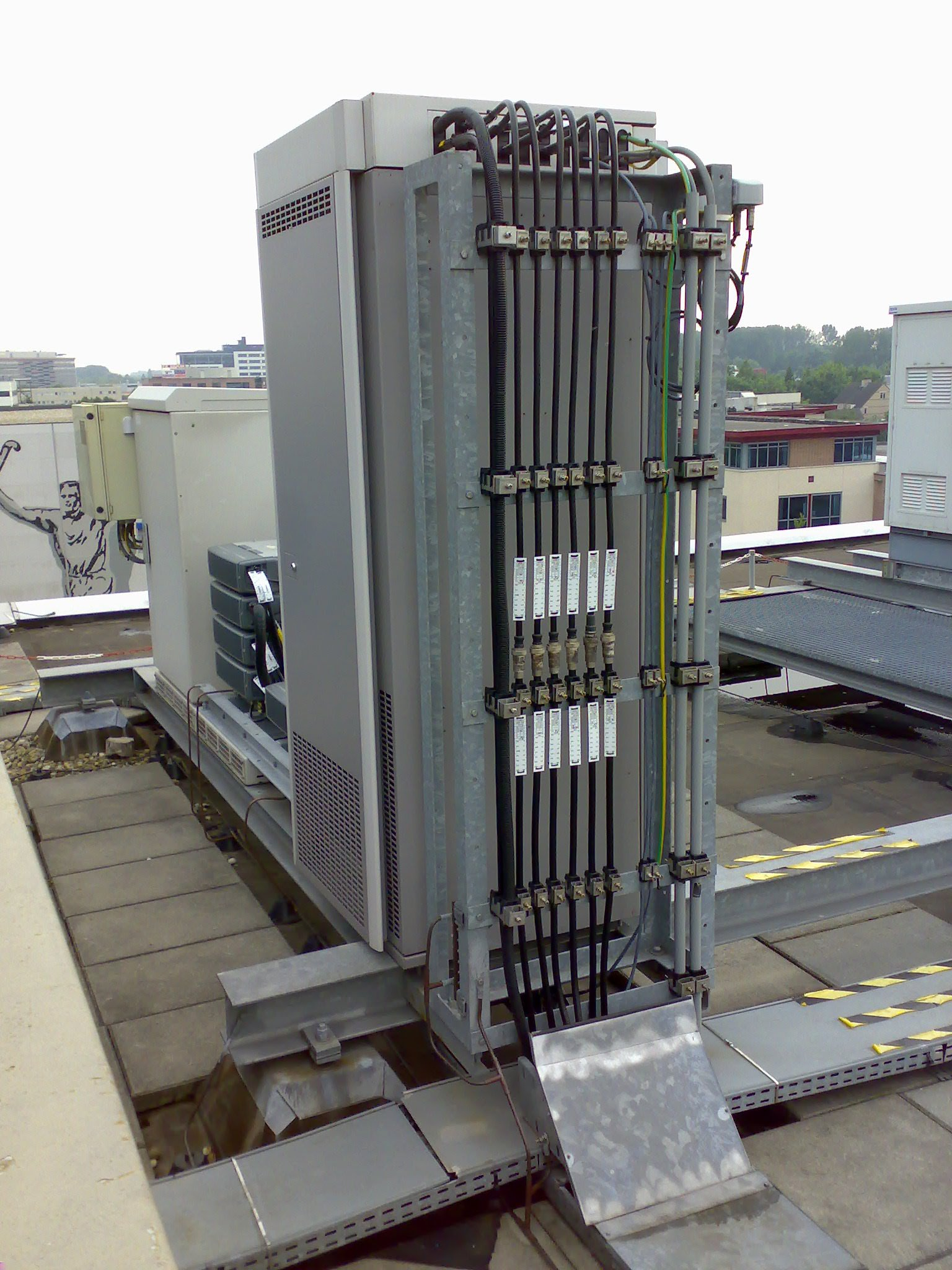
屋頂上的 UMTS 发射器管理组件

世界上第一個UMTS網路2001年在馬恩島由Manx Telecom投入運營。下一個網路簡稱行動运营商3，2003年在英國啟動。
3是一個從3G網路成長起來的原屬於和記黃埔（現在是合作夥伴）的运营商。它很快就要在全球啟動其他UMTS網路（2004年12月）包括 澳大利亞、奧地利、丹麥、香港、以色列、義大利、葡萄牙、愛爾蘭共和國和瑞典。大多數西歐GSM运营商均升級到UMTS，因為它比較接近於GSM2G標準。
2001年，日本NTT DoCoMo公司的FOMA是世界上第一个商业运营W-CDMA服务。J-Phone日本电话（现软件银行）已经继推出基于W-CDMA服务后，声称“沃达丰全球标准”兼容UMTS（尽管2004年时还有争议）。2003年初，和記黃埔逐步在全球运营他们的UMTS网络（简称3）。
2003年12月，T-Mobile啟動了他的奧地利UMTS網路，英國和德國的網路也在調試中。
2004年2月，沃達豐開始在包括英國德國荷蘭瑞典在內的幾個歐洲市場大範圍部署UMTS。在葡萄牙，UMTS已經先於Euro 2004運營。
TeliaSonera於2004年10月13日开始在芬兰提供384kbps速率的W-CDMA服务。服务只是在主要城市可用。通讯费率大约2美元每兆字节。
大多数欧洲GSM运营商计划未来某个时间推出UMTS服务，尽管有几个已经把此服务提到日程上来，有一些甚至从2003年底就开始运营UMTS网络。沃达丰於2004年2月在欧洲多个UMTS网络投入运行。沃达丰还打算在其他國家（包括澳大利亚及新西兰）建设UMTS网络。AT&T无线（现被Cingular收购，并沿用AT&T品牌）在一些城市开通了UMTS。尽管因为公司兼并使得网络建设进度被延迟，但Cingular已宣布计划在2005年与HSDPA一起部署W-CDMA。
非洲第一個UMTS網路於2004年11月在毛里求斯投入運行，由中國的華為提供全網设备，緊隨其後的Vodacom於2004年12月在南非推出3G服務。
在NTT DoCoMo事先授權下，美國AMPS／TDMA／GSM运营商AT&T Wireless在2004年底以前必須在四個主要的城市建立和運營UMTS網路。CTIA 2004年會上，AT&T Wireless聲明他們的UMTS網路在1900 MHz頻段獨立運行，已經計劃2004年底啟動UMTS服務。2004年7月，AT&T Wireless（現在屬於Cingular）在西雅圖（華盛頓）、三藩市（加利福尼亞州）、底特律（密歇根州）、菲尼克斯（亞里桑那州）、聖地牙哥 (加利福尼亞州)（加利福尼亞州）和達拉斯（德克薩斯）成功啟動UMTS服務。
2005年第一季度德國行動运营商沃達豐D2，O2－de相繼推出UMTS服務。
與AT&T Wireless合併之後，Cingular已經聲明計劃2005年開始部署使用HSDPA技術的UMTS網路。 區別于AT&T開發的 UMTS, Cingular拓展了UMTS的頻率範圍到1900 MHz和850 MHz兩個頻段。
T-Mobile USA計劃到2007年開始部署UMTS。
中華民國的3G服務從2005年第四季開始，除了亞太電信採用CDMA2000外，中華電信、台灣大哥大、遠傳電信及威寶電信均使用UMTS系統。
2009年，中国联通于10月1日在国内285个城市正式提供UMTS服务，中国联通的网络将直接支持HSUPA。
在香港，CSL於2010年推出使用UMTS 900 MHz頻段的HSPA網路。
运营商開始銷售整合3G和Wi-Fi服務的流動互聯網產品。筆記本電腦用戶可以買到他們提供的UMTS Modem，還有用戶端軟體用於自動探測網路狀態，以便在有Wi-Fi訊號時自動從3G網路切換。起初Wi-FI被認為是3G的一個競爭對手，但是現在不得不承認，运营商為了提供比單純UMTS更有競爭力的產品，他們必須擁有或者租用別人的Wi-Fi網路。

## 其他竞争标准
除UMTS还有其他的3G标准，例如CDMA2000和专有系统包括Arraycom的iBurst， Flarion and W-CDMA-TDD（无线IP）。
CDMA2000，W-CDMA，EDGE，WiMAX和中国自有3G标准TD-SCDMA是ITU认可的IMT-20003G标准族成员。
CDMA2000改良升级自cdmaOne，不需要新的频段分配，可以稳定运行在现有PCS频段。
UMTS现在是全球使用率最高的3G移动通訊标准。
多数北美GSM运营商已接受EDGE作为过渡至3G的临时解决方案。 AT&T无线2003年本国范围内开始运行EDGE，Cingular 也在本国内运行，T-Mobile美国 计划全美范围提供EDGE。Rogers Wireless在2003年晚期开始在加拿大范围内投入运行EDGE服务。EDGE的好处是它有效利用现有GSM频段而且兼容现有GSM手机，并提供相对于UMTS更好的信号覆盖能力，作为W-CDMA网络的有益补充。EDGE为GSM运营商与CDMA2000竞争提供了一个短期的升级途经。
WiMAX是主要针对于数据业务，其最新的802.16m标准是未来4G标准的后选方案。

## 与其他标准比较
- 最初CDMA2000计划使用多个1.25MHz载波，但后来放弃了，而UMTS则使用单一5MHz带宽载波。
- 在ITU的IMT-2000标准中，W-CDMA被看作“CDMA直接序列扩频”，而CDMA2000被称作“多载波CDMA”。
- UMTS标准族（例如W-CDMA、UMTS-TDD）与CDMA标准族（例如cdmaOne和CDMA2000）不一致。

## 标准
UMTS通过以3GPP发布releases的方式演进，每一个release都改进了现有的标准并引进了新的特性，详见3GPP。

## 产品认证
- GCF（Global Certification Forum）：現時是世界主要的2G及3G認證機構。
- PTCRB：在北美为GSM移动设备（ME）类型认证提供框架。

## 问题
早期运营商面对的问题：
- 由于3G手机耗电量大幅增加，使得电池增大，相较于2G手机重量增加较多，待机时间减短。
- 若要完美实现UMTS的VOD功能，每100米要设立一个基站。在都市区域经济上可行，在人口较少的郊区和乡下不可行。
- 来自Wi-Fi寬頻網路的竞争，未來可能有来自WiMAX早期版本的競爭。
- 客户缺少对3G业务的需求。

手机耗电量随着新器件的开发得到缓解。而且随着越来越多用户的使用，已经能接受3G手机2天左右的待机时间，并且年轻人对于3G业务的需求增多，特别是在线视频等业务，客观上缓解了3G业务需求不足的冲击；反而是需要Wi-Fi來緩解3G頻寬供不應求的問題。由于UMTS升级到HSPA+或者将来的LTE业务，以及WIMAX向4G发展，早期版本的WIMAX业务（主要是IEEE 802.16e）在大多数区域并未对UMTS造成冲击。

## 技术对比
| 標準                                       | 家族          | 一般用途                              | 無線技術               | 下載 (Mbit/s)  | 上傳 (Mbit/s)   | 註記                                                                        |
| ------------------------------------------ | ------------- | ------------------------------------- | ---------------------- | -------------- | --------------- | --------------------------------------------------------------------------- |
| LTE                                        | UMTS/4GSM     | 移动互联网                            | OFDMA/MIMO/SC-FDMA     | 100            | 50              | 下一代的先进LTE预计可提供1Gbps的下行速度                                    |
| 802.16e                                    | WiMAX         | 移动互联网                            | MIMO-SOFDMA            | 128            | 56              | 下一代的802.16m預期可以提供1Gbps速度（固定定點）和100Mbps速度給移動使用者。 |
| Flash-OFDM                                 | Flash-OFDM    | 移动互联网 移动者速度可达350公里/小时 | Flash-OFDM             | 5.3 10.6 15.9  | 1.8 3.6 5.4     | 服务范围约30km 增长至55km                                                   |
| HIPERMAN                                   | HIPERMAN      | 移动互联网                            | OFDM                   | 56.9           | 56.9            |                                                                             |
| WiBro                                      | WiBro         | 移动互联网                            | OFDMA                  | 50             | 50              | 服务范围（900 m）                                                           |
| iBurst                                     | iBurst 802.20 | 移动互联网                            | HC-SDMA/TDD/MIMO       | 64             | 64              | 3–12 km                                                                     |
| EDGE演进                                   | GSM           | 移动互联网                            | TDMA/FDD               | 1.9            | 0.9             | 3GPP R7标准                                                                 |
| UMTS W-CDMA HSDPA+HSUPA HSPA+              | UMTS/3GSM     | 移动互联网                            | CDMA/FDD CDMA/FDD/MIMO | 0.384 14.4 42  | 0.384 5.76 11.5 | HSDPA已广泛商用。典型下行速率为20 Mbit/s,上行速率为~18+ Mbit/s。            |
| UMTS-TDD                                   | UMTS/3GSM     | 移动互联网                            | CDMA/TDD               | 16             | 16              | 传输速率值依据：IPWireless，采用类似HSDPA+HSUPA的16QAM调制。                |
| 1xRTT                                      | CDMA2000      | 移动电话服务                          | CDMA                   | 0.144          | 0.144           | 下一步为EV-DO                                                               |
| EV-DO 1x Rev. 0 EV-DO 1x Rev.A EV-DO Rev.B | CDMA2000      | 移动互联网                            | CDMA/FDD               | 2.45 3.1 4.9xN | 0.15 1.8 1.8xN  | 关于Rev B: N是所用频谱为1.25 MHz的倍数。尚未商用。                          |